# Gravad laks
Gravad laks (dansk), gravlaks (norsk), gravlax eller gravad lax (svensk) , graavilohi (finsk) og graflax (islandsk) er en nordisk ret af laks, som i sin moderne form er  marineret i husholdningssalt, sukker og dild.
Gravad laks blev traditionelt fremstillet ved at fermentere fisken i nedgravede tønder - deraf navnet. 
Processen begyndte ved, at fisken blev renset, hvorefter den blev lagt lagvis i en tønde. Herefter blev den drysset med lidt salt mellem lagene. Samlet set blev der anvendt 50-60 g salt pr. kilo fisk. Tønderne blev derefter gravet ned, typisk i begyndelsen af efteråret. Nedgravningen sikrede en stabil temperatur gennem vinteren, hvilket gav en kontrolleret fermentering. Den lave saltprocent sikrede passende bakteriel aktivitet. Enzymer i fisken nedbrød molekyler i fiskekødet, mens mælkesyrebakterier omdannede kulhydrater til syrer. En stabil, lav temperatur forhindrede, at processen gik for hurtigt.